# Orékhovo-Zúievo
Orékhovo-Zúievo (en rus: Оре́хово-Зу́ево) és una ciutat de l'óblast de Moscou, a Rússia.

## Història
Orékhovo-Zúievo nasqué a mitjan segle xix per la fusió dels pobles d'Orékhovo, Zúievo, Nikólskoie i Dubrovka.
És un dels centres industrials tèxtils de Rússia més antics, ja s'hi treballava la seda i a partir del 1797 i el cotó. El 1890 la vila tenia ja 17 fàbriques i més de 30.000 obrers. Esdevingué ràpidament un dels centres industrials tèxtils més importants de la regió de Moscou durant el segle xix.
El 1885 hi hagué una gran vaga a la fàbrica tèxtil de Nikólskoie, on hi havia 8.000 treballadors, que pertanyia a l'empresari Savva Morózov. Aquella vaga tingué com a conseqüències les primeres mesures de legislació laboral de Rússia.
La vila fou seu també de diversos moviments revolucionaris importants durant la primera revolució russa de 1905. Un comitè regional del POSDR existia a la vila d'ençà del 1901, dirigit per Ivan Bàbuixkin.
Finalment la vila aconseguí l'estatus de ciutat el 21 de setembre de 1917.

## Fills il·lustres
- Yakov Flier (1912-1977), pianista i pedagog musical.